# Función localmente integrable
En matemáticas, un función localmente integrable es una función que es integrable en cualquier conjunto acotado contenido en su dominio de definición y cuya  adherencia está contenida también en dicho dominio. La importancia del concepto reside en el hecho de que se ignora el comportamiento de la función en el infinito, y se atiende sólo a su comportamiento local.

## Definición formal
Más formalmente, sea {\displaystyle \scriptstyle \Omega } un conjunto abierto del espacio euclídeo {\displaystyle \scriptstyle \mathbb {R} ^{n}} y sea {\displaystyle \scriptstyle f:\Omega \to \mathbb {C} } una función medible en el sentido de Lebesgue. Si la integral de Lebesgue:

{\displaystyle \int _{B}|f|dx\,}

es finita para todo conjunto acotado {\displaystyle B\subset \Omega }, con {\displaystyle {\overline {B}}\subseteq \Omega }, entonces {\displaystyle f} es una función localmente integrable. El conjunto de todas las funciones localmente integrable es un espacio vectorial designado por:

{\displaystyle L_{loc}^{1}(\Omega )}

## Propiedades
Teorema. Toda función {\displaystyle \scriptstyle f} del espacio {\displaystyle L^{p}(\Omega )}, {\displaystyle \scriptstyle 1\leq p\leq +\infty }, donde {\displaystyle \Omega } es un conjunto abierto de {\displaystyle \scriptstyle \mathbb {R} ^{n}} es localmente integrable. Para ver esto, basta considerar la función característica {\displaystyle \scriptstyle \chi _{K}} de un conjunto compacto{\displaystyle \scriptstyle K} de {\displaystyle \Omega }: entonces, para {\displaystyle \scriptstyle p\leq +\infty }

{\displaystyle \left|{\int _{\Omega }|\chi _{K}|^{q}dx}\right|^{1/q}=\left|{\int _{K}dx}\right|^{1/q}=|\mu (K)|^{1/q}<+\infty }

donde
- {\displaystyle q} es un número positivo tal que {\displaystyle 1/p+1/q=1}para un p dado tal que {\displaystyle \scriptstyle 1\leq p\leq +\infty }
- {\displaystyle \mu (K)} es la medida de Lebesgue del conjunto compacto {\displaystyle K}

Entonces por la desigualdad de Hölder se tiene que:

{\displaystyle {\int _{K}|f|dx}={\int _{\Omega }|f\chi _{K}|dx}\leq \left|{\int _{\Omega }|f|^{p}dx}\right|^{1/p}\left|{\int _{K}dx}\right|^{1/q}=\|f\|_{p}|\mu (K)|^{1/q}<+\infty }

Y por tanto:

{\displaystyle f\in L_{loc}^{1}(\Omega )}

Nótese que puesto que la siguiente desigualdad es cierta:

{\displaystyle {\int _{K}|f|dx}={\int _{\Omega }|f\chi _{K}|dx}\leq \left|{\int _{K}|f|^{p}dx}\right|^{1/p}\left|{\int _{K}dx}\right|^{1/q}=\|f\|_{p}|\mu (K)|^{1/q}<+\infty }

la afirmación se sigue también para funciones {\displaystyle f}que pertenecen al espacio {\displaystyle L^{p}(K)} para cada conjunto compacto {\displaystyle K} de {\displaystyle \Omega }.